# Pomsta (seriál)
Pomsta (v anglickém originále Revenge) je americký televizní seriál vysílaný stanicí ABC. Premiéru měl ve středu 21. září 2011 ve 22:00 hodin. Dne 10. května 2012 byla ohlášena druhá série, která byla vysílána od 30. září téhož roku vždy v neděli ve 21:00 hodin. V květnu 2013 bylo i přes nepříliš uspokojivé výsledky sledovanosti oznámeno, že stanice ABC objednává třetí sérii a dává seriálu novou šanci. Premiéra této sezóny proběhla 29. září 2013. 8. května 2014 byla potvrzena čtvrtá série, která měla premiéru 28. září 2014. Poslední díly seriálu byl odvysílán 10. května 2015.
Od 28. ledna 2014 byl seriál připraven k českému vysílání na stanici Prima Love.

## Děj
Emily Thorne (Emily VanCamp) přijíždí do Hamptons, kde si pronajme plážový domek vedle sídla rodiny Graysonových. Emily je ve skutečnosti Amanda Clarke, jejíž otec byl neprávem obviněn z vlastizrady, když byla ještě malá holčička. Po dlouhém procesu byl odsouzen na doživotí. Ve vězení byl však zavražděn lidmi, kteří na něj zločin uvalili. Nyní se Amanda jako dospělá vrací do Hamptons pomstít se těm, kteří jí a jejímu otci ublížili. Jejím hlavním cílem je Victoria Grayson (Madeline Stowe), která kdysi jejího otce milovala a zradila. Seriál se sleduje Amandu, která se snaží zničit každého, který určitým způsobem sehrál roli v uvěznění jejího otce. Na cestě za pomstou objevuje různá fakta o otcovo minulosti, která mění její plány.

## Obsazení
| Emily VanCamp     | Emily Thorn/Amanda Clarke  |
| Madeleine Stowe   | Victoria Grayson           |
| Gabriel Mann      | Nolan Ross                 |
| Nick Wechsler     | Jack Porter                |
| Henry Czerny      | Conrad Grayson             |
| Josh Bowman       | Daniel Grayson             |
| Christa B. Allen  | Charlotte Grayson          |
| Ashley Madekwe    | Ashley Davenport           |
| Connor Paolo      | Declan Porter              |
| James Tupper      | David H. Clarke            |
| Margarita Levieva | Amanda Clarke/Emily Thorne |
| Barry Sloane      | Aiden Mathis               |
| James Tupper      | David Clark                |
| Karine Vanasse    | Margaux LeMarchal          |

## Vývoj a produkce

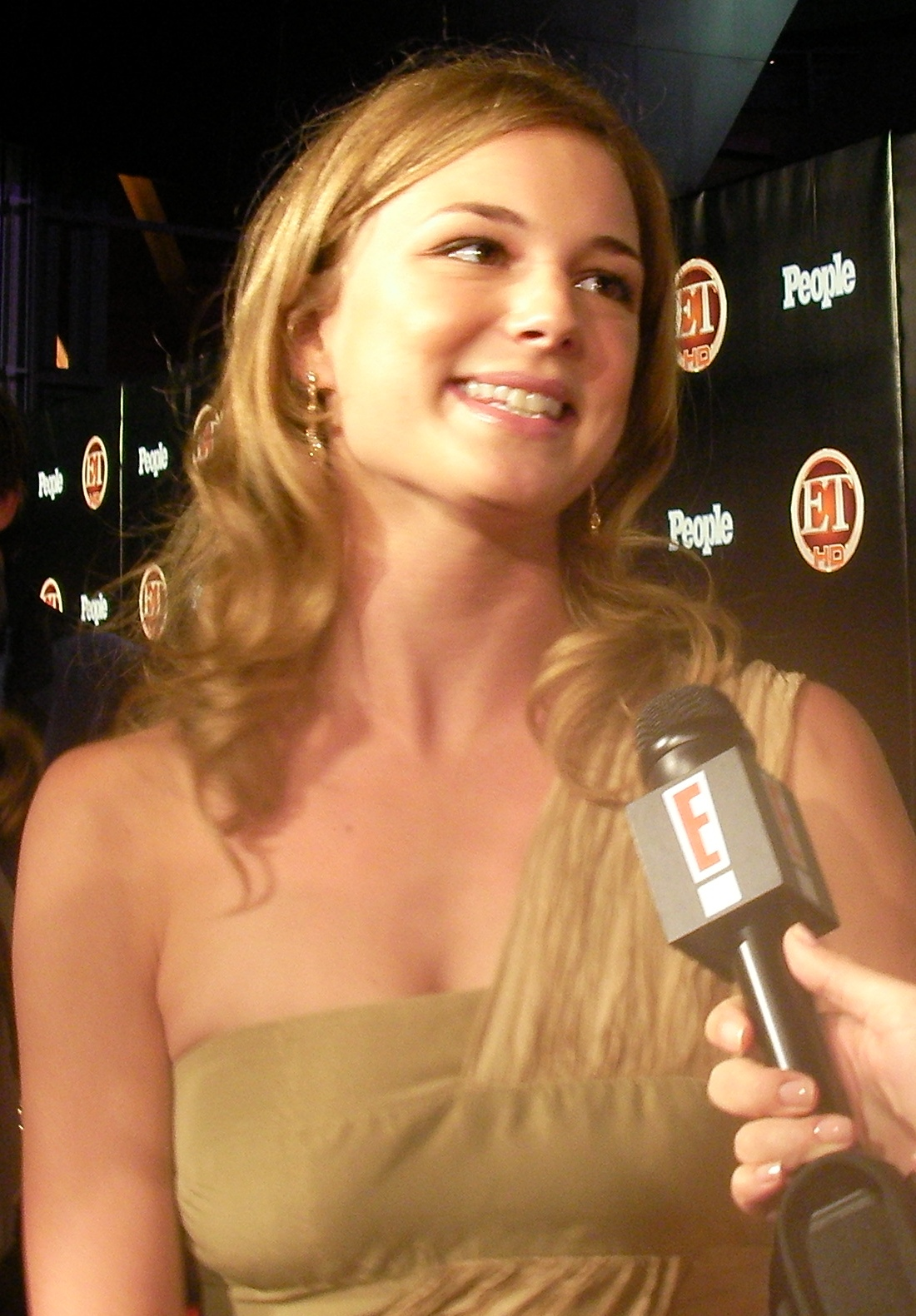
Emily VanCamp

V lednu roku 2011 stanice ABC objednala scénář k pilotní epizodě. V březnu 2011 byla Emily VanCamp obsazena do hlavní role, krátce poté co bylo zveřejněno, že Ashley Madekwe byla obsazena do seriálu. Madeleine Stowe a Henry Czerny byli také obsazeni. Max Martini a Robbie Amell byli obsazeni jako Frank Stevens, soukromý detektiv a Adam, student, snažící se dostat na Yale. James Tupper nahradil Marca Blucase v roli Emily otce. Hvězda seriálu Super Drbna Connor Paolo byl obsazen do vedlejší role Declana Portera. Bývalá hvězda seriálu Nikita Ashton Holmes získal roli Tylera Barrola, spolužáka Daniela Graysona.
13. května 2011 stanice ABC Family seriál vybrala do svého programu.

## Ocenění a nominace
| Rok  | Ocenění                        | Kategorie                                                   | Práce           | Výsledek  |
| ---- | ------------------------------ | ----------------------------------------------------------- | --------------- | --------- |
| 2012 | ALMA Awards                    | nejlepší seriálová herečka: drama                           | Madeleine Stowe | nominace  |
| 2012 | Artios Awards                  | nejlepší casting do pilotního dílu: drama                   |                 | nominace  |
| 2012 | Dorian Awards                  | seriál roku                                                 |                 | vítězství |
| 2012 | Dorian Awards                  | seriálový výkon roku                                        | Madeleine Stowe | nominace  |
| 2012 | Zlatý glóbus                   | nejlepší seriálová herečka: drama                           | Madeleine Stowe | nominace  |
| 2012 | Golden Reel Awards             | nejlepší střih zvuku: televize                              |                 | nominace  |
| 2012 | Gracie Allen Awards            | nejlepší dramatický seriál                                  |                 | vítězství |
| 2012 | People's Choice Awards         | nejoblíbenější nové televizní drama                         |                 | nominace  |
| 2012 | Teen Choice Awards             | nejlepší seriálová herečka: drama                           | Emily VanCamp   | nominace  |
| 2012 | Teen Choice Awards             | objev roku: seriál                                          |                 | nominace  |
| 2012 | Teen Choice Awards             | seriálový objev roku: muž                                   | Josh Bowman     | nominace  |
| 2012 | Teen Choice Awards             | televizní zloděj scén: muž                                  | Gabriel Mann    | nominace  |
| 2012 | Teen Choice Awards             | nejlepší seriál: drama                                      |                 | nominace  |
| 2012 | TCA Awards                     | nejlepší nový program                                       |                 | nominace  |
| 2012 | Young Artist Awards            | nejlepší seriálová herečka ve vedlejší roli (10 let a méně) | Emily Alyn Lind | vítězství |
| 2013 | Costume Designers Guild Awards | nejlepší kostýmy v současném televizním seriálu             |                 | nominace  |
| 2013 | People's Choice Awards         | nejlepší seriál: drama                                      |                 | nominace  |
| 2013 | Teen Choice Awards             | nejlepší seriálový herec: drama                             | Joshua Bowman   | nominace  |
| 2013 | Teen Choice Awards             | nejlepší seriálový herec: drama                             | Nick Wechsler   | nominace  |
| 2013 | Teen Choice Awards             | nejlepší seriálová herečka: drama                           | Emily VanCamp   | nominace  |
| 2013 | Teen Choice Awards             | nejlepší seriál: drama                                      |                 | nominace  |
| 2014 | NAACP Image Awards             | nejlepší seriálový scénář: drama (za díl: „Mercy“)          | Karin Gist      | nominace  |
| 2015 | People's Choice Awards         | nejlepší seriálové drama                                    |                 | nominace  |